# Dynamo (nhà ảo thuật)
Dynamo, tên thật là Steve Frayne sinh 17 tháng 12 năm 1982 ở Bradford (Anh) là một nhà ảo thuật người Anh.